# Hemiphlebia mirabilis
Famille
Genre
Espèce
Statut de conservation UICN

 LC  : Préoccupation mineure
Hemiphlebia mirabilis  est une espèce monotypique dans la famille des Hemiphlebiidae appartenant au sous-ordre des Zygoptera dans l'ordre des Odonates.
Il s'agit d'une espèce endémique du sud de l'Australie. Elle est menacée par la perte de son habitat.

## Caractéristiques
Hemiphlebiidae mirabilis est une petite espèce vert métallique à l'abdomen allongé, aux ailes transparentes.

## Répartition et habitat
Il y a peu de populations de cette petite demoiselle.
On la trouve en Tasmanie sur l'Île King, dans le Parc national du Mont William et en Australie-Méridionale.
Cette espèce fréquente les étangs d'eau douce, les lagunes et les marais riverains temporaires.